# Salliqueló (partido)
Pour les articles homonymes, voir Salliqueló.
Salliqueló est un partido de la province de Buenos Aires, fondé en 1891, dont le chef-lieu est Salliqueló.

## Histoire
En 1858, perte de ces territoires au profit des Indiens de la Pampa. En 1876, victoire finale de l'armée du colonel Salvador Maldonado sur le cacique Juan José Catriel pendant la bataille de Cura Malal. En 1902, dans le partido de Pellegrini, Saturnino J. Unzué, avec ses estancias La Inés et Salliqueló, offre l'une d'entre elles à l'Empresa de Colonización Stroeder, pour fonder un village. En 1903, les parcelles sont vendues et le 7 juin, la Villa Salliqueló est inaugurée. La zone a vu la construction de la Estación de Ferrocarril, réservoir d'eau.
En 1924, Le député, le Dr Carlos Enrique Muntaabski, présente son projet de loi pour l'autonomie de Salliqueló. D47, 24 juin. En 1961, l'autonomie du partido de Pellegrini est obtenue et l'actuel partido de Salliqueló est créé, dans lequel sont incluses les localités de Quenumá et Graciarena. En 2019, Juan Miguel Nosetti, du parti politique Unión Vecinal, a été élu maire.

## Démographie
- Population en 1991 : 8 445 habitants (Indec, 1991)
- Population en 2001 : 8 682 habitants (Indec, 2001)
- Population en 2010 : 12 044 habitants (Indec, 2010)

## Politique

### Maires municipaux
| Maire                        | Mandat                              | Parti         |
| ---------------------------- | ----------------------------------- | ------------- |
| Osvaldo Balbín               | 10 décembre 1983 — 12 décembre 1986 | UCR           |
| Mabel R- Tellechea de Garcia | 12 décembre 1986 — 10 décembre 1987 | UCR           |
| Adalberto Edgardo Breser     | 10 décembre 1987 — 10 décembre 1995 | PJ            |
| Hugo Catellani               | 10 décembre 1995 — 10 décembre 1996 | PJ            |
| Victor Hugo Elizalde         | 10 décembre 1996 — 10 décembre 1999 | PJ            |
| Osvaldo Enrique Cattáneo     | 10 décembre 1999 — 10 décembre 2015 | UCR           |
| Jorge Alberto Hernández      | 10 décembre 2015 — 10 décembre 2019 | UCR           |
| Juan Miguel Nosetti          | Depuis 10 décembre 2019             | Unión Vecinal |